# Ministère des Villes
Le ministère des Villes (en portugais : Ministério das Cidades) est un département du gouvernement brésilien établi en 2003.
Jader Barbalho Filho est ministre des Villes dans le gouvernement Lula depuis le 1er janvier 2023.

## Histoire
Le ministère est créé le 1er janvier 2023, sous la première présidence de Luiz Inácio Lula da Silva. En 2019, il est supprimé et rattaché au ministère du Développement régional avant d'être recréé en 2023.

## Fonctions
Le ministère a pour objectifs de lutter contre les inégalités sociales, de contribuer à humaniser les villes et d'élargir l'accès de la population au logement, aux services d'assainissement et aux transports.